# Copa do Brasil de Futebol Feminino 2012
Der Wettbewerb um die Copa do Brasil de Futebol Feminino 2012 war die sechste Austragung des nationalen Verbandspokals im Frauenfußball der Confederação Brasileira de Futebol (CBF) in Brasilien. Pokalsieger wurde der São José EC aus São José dos Campos im Bundesstaat São Paulo.
Mit dem Pokalsieg war die Qualifikation zur Copa Libertadores Femenina 2013 verbunden.

## Modus
Der Wettbewerb wurde in einem Rundenturnier ausgetragen, den die teilnehmenden zweiunddreißig Vereine im K.-o.-System bestreiten mussten. Jede Runde wurde ein Hin- und Rückspiel gespielt, in denen die Auswärtstorregelung galt. Hatte aber eine Gastmannschaft das Hinspiel mit einer Differenz von mindestens drei Toren gewonnen, ist das Rückspiel zu ihren Gunsten entfallen. Dies galt nur für die ersten zwei Runden.

## Teilnehmende Vereine
| Bundesstaat         | Verein                                             | Qualifikation                  |
| ------------------- | -------------------------------------------------- | ------------------------------ |
| Acre                | SC Amazônia                                        | Staatsmeisterschaft 2011: 1.   |
| Alagoas             | CESMAC                                             | Staatsmeisterschaft 2011: 1.   |
| Amapá               | Oratório RC                                        | Staatsmeisterschaft 2011: 1.   |
| Amazonas            | EC Iranduba                                        | Staatsmeisterschaft 2011: 1.   |
| Bahia               | São Francisco EC                                   | Staatsmeisterschaft 2011: 1.   |
| Ceará               | Caucaia EC                                         | Staatsmeisterschaft 2011: 1.   |
| Distrito Federal    | ASCOOP                                             | Distriktmeisterschaft 2011: 1. |
| Espírito Santo      | Comercial SC                                       | Staatsmeisterschaft 2011: 3.   |
| Goiás               | Clube Jaó                                          | Staatsmeisterschaft 2011: 1.   |
| Maranhão            | EC Viana                                           | Staatsmeisterschaft 2011: 1.   |
| Mato Grosso         | AA Serra                                           | Staatsmeisterschaft 2011: 1.   |
| Mato Grosso do Sul  | EC Campo Grande                                    | Staatsmeisterschaft 2011: 1.   |
| Minas Gerais        | Atlético Mineiro                                   | Staatsmeisterschaft 2011: 1.   |
| Minas Gerais        | AER Iguaçu                                         | Staatsmeisterschaft 2011: 2.   |
| Pará                | Pinheirense EC                                     | Staatsmeisterschaft 2011: 1.   |
| Paraíba             | Botafogo FC (PB)                                   | Staatsmeisterschaft 2011: 1.   |
| Paraná              | Foz Cataratas FC                                   | Staatsmeisterschaft 2011: 1.   |
| Pernambuco          | Acadêmica Vitória                                  | Staatsmeisterschaft 2011: 1.   |
| Piauí               | EC Flamengo                                        | Staatsmeisterschaft 2011: 1.   |
| Rio de Janeiro      | Duque de Caxias FC                                 | Staatsmeisterschaft 2011: 1.   |
| Rio de Janeiro      | CR Vasco da Gama                                   | Staatsmeisterschaft 2011: 2.   |
| Rio Grande do Norte | América FC                                         | Staatsmeisterschaft 2011: 1.   |
| Rio Grande do Sul   | Flores da Cunha FC (in Kooperation mit SER Caxias) | Staatsmeisterschaft 2011: 1.   |
| Rio Grande do Sul   | CER Atlântico                                      | Staatsmeisterschaft 2011: 2.   |
| Rondônia            | Santos Porto Velho FC                              | Staatsmeisterschaft 2011: 1.   |
| Roraima             | Baré EC                                            | Staatsmeisterschaft 2011: 1.   |
| Santa Catarina      | AE Kindermann                                      | Staatsmeisterschaft 2011: 2.   |
| São Paulo           | AD Centro Olímpico                                 | Staatsmeisterschaft 2011: 2.   |
| São Paulo           | São José EC                                        | Staatsmeisterschaft 2011: 3.   |
| São Paulo           | AA Francana                                        | Staatsmeisterschaft 2011: 4.   |
| Sergipe             | Sociedade Boca Júnior FC                           | Staatsmeisterschaft 2011: 1.   |
| Tocantins           | Paraíso EC                                         | Staatsmeisterschaft 2011: 1.   |

## Erste Runde
Spielaustragungen zwischen dem 10. März und 4. April 2012.
|                           | Gesamt |                    | Hinspiel | Rückspiel |
| ------------------------- | ------ | ------------------ | -------- | --------- |
| Clube Jaó                 | 0:4    | Atlético Mineiro   | 0:4      | ---       |
| Duque de Caxias FC        | 0:4    | AD Centro Olímpico | 0:4      | ---       |
| Comercial SC              | 0:4    | São José EC        | 0:4      | ---       |
| CESMAC                    | 1:9    | São Francisco EC   | 1:9      | ---       |
| Sociedade Boca Júnior FC  | 0:9    | Acadêmica Vitória  | 0:9      | ---       |
| EC Campo Grande           | 01:13  | Foz Cataratas FC   | 1:13     | ---       |
| ASCOOP                    | 0:6    | CR Vasco da Gama   | 0:6      | ---       |
| AA Serra                  | 10:00  | AER Iguaçu         | 6:0      | 4:0       |
| Caxias-Flores da Cunha FC | 0:3    | AA Francana        | 0:3      | ---       |
| Botafogo FC (PB)          | 0:4    | América FC         | 0:1      | 0:3       |
| SC Amazônia               | 2:7    | EC Iranduba        | 2:2      | 0:5       |
| EC Flamengo               | 2:6    | Caucaia EC         | 1:2      | 1:4       |
| Paraíso EC                | 1:5    | EC Viana           | 1:2      | 0:3       |
| Santos Porto Velho FC     | 0:5    | Pinheirense EC     | 0:1      | 0:4       |
| Baré EC                   | 5:3    | Oratório RC        | 1:1      | 4:2       |
| AE Kindermann             | 10:00  | CER Atlântico      | 6:0      | 4:0       |

## Zweite Runde
Spielaustragungen zwischen dem 14. und 21. April 2012.
|                  | Gesamt |                    | Hinspiel | Rückspiel |
| ---------------- | ------ | ------------------ | -------- | --------- |
| Atlético Mineiro | 1:7    | AD Centro Olímpico | 1:2      | 0:5       |
| AE Kindermann    | 1:2    | São José EC        | 1:1      | 0:1       |
| EC Viana         | 1:3    | Pinheirense EC     | 0:1      | 1:2       |
| Foz Cataratas FC | 3:0    | AA Francana        | 2:0      | 1:0       |
| AA Serra         | 1:4    | CR Vasco da Gama   | 1:4      | ---       |
| América FC       | 00:15  | Acadêmica Vitória  | 0:15     | ---       |
| Caucaia EC       | 2:3    | São Francisco EC   | 2:2      | 0:1       |
| Baré EC          | 2:2    | EC Iranduba        | 2:1      | 0:1       |

## Viertelfinale
Spielaustragungen zwischen dem 28. und 5. Mai 2012.
|                  | Gesamt |                    | Hinspiel | Rückspiel |
| ---------------- | ------ | ------------------ | -------- | --------- |
| Pinheirense EC   | 0:3    | Acadêmica Vitória  | 0:2      | 0:1       |
| CR Vasco da Gama | 1:3    | AD Centro Olímpico | 0:0      | 1:3       |
| Foz Cataratas FC | 1:2    | São José EC        | 1:0      | 0:2       |
| EC Iranduba      | 1:5    | São Francisco EC   | 0:1      | 1:4       |

## Halbfinale
Spielaustragungen am 19. und 26. Mai 2012.
|                    | Gesamt |                   | Hinspiel | Rückspiel |
| ------------------ | ------ | ----------------- | -------- | --------- |
| AD Centro Olímpico | 2:1    | Acadêmica Vitória | 1:0      | 1:1       |
| São José EC        | 7:3    | São Francisco EC  | 4:1      | 3:2       |

## Finale

### Hinspiel
| São José EC                                                   | São José EC | AD Centro Olímpico | AD Centro Olímpico |
| ------------------------------------------------------------- | --- | --- | ------------------ |
| São José EC                                                   | \| 3. Juni 2012 in São José dos Campos (Estádio Martins Pereira) \| \| Ergebnis: 1:0 (1:0) \| \| Schiedsrichter: Regildenia de Holanda Moura \| | \| 3. Juni 2012 in São José dos Campos (Estádio Martins Pereira) \| \| Ergebnis: 1:0 (1:0) \| \| Schiedsrichter: Regildenia de Holanda Moura \| | AD Centro Olímpico |
| São José EC                                                   | Cheftrainer: Márcio Antonio de Oliveira | Cheftrainer: Arthur Elias | AD Centro Olímpico |
| São José EC                                                   | 1:0 Karen de Freitas Lang Rocha (37.) | | AD Centro Olímpico |
| 3. Juni 2012 in São José dos Campos (Estádio Martins Pereira) | | |                    |
| Ergebnis: 1:0 (1:0)                                           | | |                    |
| Schiedsrichter: Regildenia de Holanda Moura                   | | |                    |

### Rückspiel
| AD Centro Olímpico                               | AD Centro Olímpico | São José EC | São José EC |
| ------------------------------------------------ | --- | --- | ----------- |
| AD Centro Olímpico                               | \| 10. Juni 2012 in São Paulo (Estádio do Pacaembu) \| \| Ergebnis: 2:4 (1:3) \| \| Schiedsrichter: Katiucia da Mota Lima \| | \| 10. Juni 2012 in São Paulo (Estádio do Pacaembu) \| \| Ergebnis: 2:4 (1:3) \| \| Schiedsrichter: Katiucia da Mota Lima \|                                  | São José EC |
| AD Centro Olímpico                               | Cheftrainer: Arthur Elias | Cheftrainer: Márcio Antonio de Oliveira | São José EC |
| AD Centro Olímpico                               | 1:0 Maurine (5.) 2:4 Karen Aline Peliçari (86.)                                                                              | 1:1 Giovânia Domingas Campos (7.) 1:2 Francielle Manoel Alberto (24.) 1:3 Michele Cristina Gomes dos Santos (30.) 1:4 Michele Cristina Gomes dos Santos (64.) | São José EC |
| 10. Juni 2012 in São Paulo (Estádio do Pacaembu) | | |             |
| Ergebnis: 2:4 (1:3)                              | | |             |
| Schiedsrichter: Katiucia da Mota Lima            | | |             |

## Beste Torschützinnen
| Rang | Spieler                        | Klub              | Tore |
| ---- | ------------------------------ | ----------------- | ---- |
| 1.   | Thaís Duarte Guedes            | Acadêmica Vitória | 7    |
| 2.   | Giovânia Domingas Campos       | São José EC       | 6    |
| 2.   | Ketlen Wiggers                 | Acadêmica Vitória | 6    |
| 3.   | Carol Baiana                   | Acadêmica Vitória | 5    |
| 3.   | Dóra María Lárusdóttir         | Acadêmica Vitória | 5    |
| 3.   | Patricia Gonçalves Nascimento  | São Francisco EC  | 5    |
| 3.   | Francilene das Gracas de Souza | EC Iranduba       | 5    |

## Gesamtklassement
Die Tabelle diente lediglich zur Feststellung der Platzierung der einzelnen Mannschaften im Wettbewerb. Vorrangiges Kriterium in der Sortierung hat das Erreichen der jeweiligen Runde. Darauf folgen:
1. Anzahl Punkte
2. Anzahl Siege
3. Tordifferenz
4. Anzahl erzielter Tore
5. Direkter Vergleich

| Pl. | Verein                    | Sp. | S | U | N | Tore    | Diff. | Punkte |
| --- | ------------------------- | --- | - | - | - | ------- | ----- | ------ |
| 1.  | São José EC               | 9   | 7 | 1 | 1 | 016:700 | +9    | 22     |
| 2.  | AD Centro Olímpico        | 9   | 5 | 2 | 2 | 018:800 | +10   | 17     |
| 3.  | Acadêmica Vitória         | 6   | 4 | 1 | 1 | 028:200 | +26   | 13     |
| 4.  | São Francisco EC          | 7   | 4 | 1 | 2 | 020:110 | +9    | 13     |
| 5.  | Foz Cataratas FC          | 5   | 4 | 0 | 1 | 017:300 | +14   | 12     |
| 6.  | Pinheirense EC            | 6   | 4 | 0 | 2 | 008:400 | +4    | 12     |
| 7.  | EC Iranduba               | 6   | 2 | 1 | 3 | 010:900 | +1    | 07     |
| 8.  | CR Vasco da Gama          | 4   | 2 | 1 | 1 | 011:400 | +7    | 07     |
| 9.  | AE Kindermann             | 4   | 2 | 1 | 1 | 011:200 | +9    | 07     |
| 10. | Caucaia EC                | 4   | 2 | 1 | 1 | 009:400 | +5    | 07     |
| 11. | Baré EC                   | 4   | 2 | 1 | 1 | 007:500 | +2    | 07     |
| 12. | AA Serra                  | 3   | 2 | 0 | 1 | 011:400 | +7    | 06     |
| 13. | EC Viana                  | 4   | 2 | 0 | 2 | 006:400 | +2    | 06     |
| 14. | América FC                | 3   | 2 | 0 | 1 | 004:150 | −11   | 06     |
| 15. | AA Francana               | 3   | 1 | 0 | 2 | 003:300 | ±0    | 03     |
| 16. | Atlético Mineiro          | 3   | 1 | 0 | 2 | 005:700 | −2    | 03     |
| 17. | Oratório RC               | 2   | 0 | 1 | 1 | 003:500 | −2    | 01     |
| 18. | SC Amazônia               | 2   | 0 | 1 | 1 | 002:700 | −5    | 01     |
| 19. | Caxias-Flores da Cunha FC | 1   | 0 | 0 | 1 | 000:300 | −3    | 0      |
| 20. | EC Flamengo               | 2   | 0 | 0 | 2 | 002:600 | −4    | 0      |
| 21. | Paraíso EC                | 2   | 0 | 0 | 2 | 001:500 | −4    | 0      |
| 22. | Clube Jaó                 | 1   | 0 | 0 | 1 | 000:400 | −4    | 0      |
| 22. | Duque de Caxias FC        | 1   | 0 | 0 | 1 | 000:400 | −4    | 0      |
| 22. | Comercial SC              | 1   | 0 | 0 | 1 | 000:400 | −4    | 0      |
| 22. | Botafogo FC (PB)          | 2   | 0 | 0 | 2 | 000:400 | −4    | 0      |
| 26. | Santos Porto Velho FC     | 2   | 0 | 0 | 2 | 000:500 | −5    | 0      |
| 27. | ASCOOP                    | 1   | 0 | 0 | 1 | 000:600 | −6    | 0      |
| 28. | CESMAC                    | 1   | 0 | 0 | 1 | 001:900 | −8    | 0      |
| 29. | Sociedade Boca Júnior FC  | 1   | 0 | 0 | 1 | 000:900 | −9    | 0      |
| 30. | CER Atlântico             | 2   | 0 | 0 | 2 | 000:100 | −10   | 0      |
| 30. | AER Iguaçu                | 2   | 0 | 0 | 2 | 000:100 | −10   | 0      |
| 32. | EC Campo Grande           | 1   | 0 | 0 | 1 | 001:130 | −12   | 0      |

## Weblink
- www.cbf.com.br – Saisonstatistik Copa do Brasil Feminino 2012.